# 朴時妍
朴時妍（1979年3月29日—），本名朴美宣，韓國女演員，另譯作「朴詩妍」，韓國國立中央圖書館登記其姓名漢字為「朴是沿」，2000年韓國小姐第四名。

## 個人生活
2005年5月和演員歌手文晸赫公開戀人關係，於2007年3月分手。並在分手後上演藝家中介表示，交往期間如同他的影子般，因此被抹煞作為演員的努力與才華，感到委屈。
2011年11月19日，與年長她四歲的貿易公司職員朴相憲在首爾某酒店舉行非公開的結婚典禮，2013年9月24日誕下長女，2015年11月14日誕下次女，但於2016年5月17日宣佈離婚，為撫養兩個女兒復出演藝圈。

## 染毒遭起訴
2013年3月13日，朴是沿涉嫌違法施打麻醉藥品「普洛福」異丙酚（Propofol）遭首爾檢察官起訴，朴是沿在22個月內共注射了185次。被起诉时，朴诗妍已怀孕7个月，她最终结果为被判处8个月徒刑，2年缓刑，同时缴纳罚款370万。

## 演出作品

### 電視劇（中国大陆）
- 2004年：CCTV《凤求凰》飾演 卓文君
- 2004年：CCTV《汗血宝马》飾演 鬼手
- 2004年：CCTV《宝莲灯》飾演 三聖母

### 电视剧
- 2005年：SBS《我的女孩》飾演 金世萱
- 2006年：SBS《淵蓋蘇文》飾演 天官女
- 2007年：KBS《春暖花開的時候》飾演 吳英珠
- 2008年：SBS《On Air》（客串）
- 2008年：MBC《甜蜜的人生》飾演 洪多愛
- 2009年：KBS《男人的故事》飾演 徐京雅
- 2010年：SBS《Coffee House》飾演 徐恩英
- 2011年：MBC《最佳愛情》飾演 金熙珍（客串）
- 2012年：KBS《世上哪裡都找不到的善良男人》飾演 韓在熙
- 2014年：TV朝鮮《最佳婚姻》飾演 車啟英
- 2016年：JTBC《Fantastic》飾演 白雪
- 2018年：SBS《能先接吻嗎？》飾演 白志敏
- 2020年：tvN《花樣年華－生如夏花》飾演 張瑞京
- 2020年：tvN《產後調理院》飾演 韓孝琳（特別出演）

### 電影
- 2006年：《九尾狐家族（朝鲜语：구미호 가족）》飾演 大女兒
- 2007年：《愛情（朝鲜语：사랑 (2007년 영화)）》飾演 鄭美珠
- 2008年：《惡緣，踏上通往地獄的列車（朝鲜语：다찌마와 리: 악인이여 지옥행 급행열차를 타라!）》飾演 馬里
- 2009年：《海洋男孩》飾演 侑利
- 2012年：《偵探上錯床（朝鲜语：간기남）》飾演 金秀珍
- 2013年：《第七軍團：最後戰役》飾演 漢娜
- 待定：《无底坑》（무저갱）

### MV
- 2005年：Big4（金鐘國&SG Wannabe&M TO M&Vibe）《Gone With The Wind》（與金男珍）
- 2005年：Big4（金鐘國&SG Wannabe&M TO M&Vibe）《Untouchable》
- 2005年：WOO SOO《習慣》
- 2007年：M.C the MAX《心啊停下来吧》（與尹啟相）
- 2009年：朴孝信《愛情之後》（與朴容夏、朴孝信）
- 2011年：鄭仁《雨季》（與申旼哲）
- 2011年：金炯秀（Feat. Supreme Team ＆SISTAR）《窒息》
- 2011年：Teen Top《別噴香水》

## 綜藝節目
- 2009年：SBS《家族誕生》第54期加入家族成員，成為固定班底
- 2017年：KBS2 《寄宿房的女兒們》固定主持

## 獎項
- 2000年：韓國小姐季軍
- 2006年：SBS演技大賞－新星獎
- 2007年：第43屆百想藝術大賞－電影部門 女子新人演技獎
- 2007年：第27屆韓國電影評論家協會獎－女子新人獎

## 腳註
1. ↑  . 八大電視.   [2023-06-15]. （原始内容存档于2019-08-01）.
2. ↑  . 뉴스인사이드. 2009-01-22  [2023-10-15] （韩语）.
3. ↑  . 緯來電視網.   [2023-06-15]. （原始内容存档于2009-04-20）.
4. ↑  . 韓國國立中央圖書館.   [2023-06-15].
5. ↑  .   [2013-11-02]. （原始内容存档于2013-11-03）.
6. ↑  驚！韓四女星疑染毒遭起訴　非法注射433次 （页面存档备份，存于）（中文）

## 外部連結
- 朴時妍的Instagram帳戶
- NAVER （页面存档备份，存于）